# Мандалговь (аеропорт)
Аеропорт Мандалговь розташовано у 2 км від центру монгольського міста Мандалговь. Код аеропорту  IATA: MXW, ICAO: ZMMG
 
Аеропорт використовується як цивільною, так і військовою авіацією. Однак оператором та власником є монгольська цивільна авіація. Аеропорт має одну двокілометрову злітно-посадкову смугу.
Найбільші монгольські авіакомпанії (Eznis Airways і Aero Mongolia) виконують чартерні та регулярні рейси в Улан-Батор. А компанія SCAT пропонує міжнародні польоти в Алмати та Оскемен (Казахстан).